# Trechus pereirai
Trechus pereirai Borges, Serrano & Amorim, 2004 é um escaravelho troglóbio endémico em cavidades vulcânicas nos Açores.